# Роберт Петре
Роберт Петре (Роберт Бергх) (1682—1725) — фенрік Хельсінської роти Далекарлійського полку, учасник Великої Північної війни 1700—1721 років. Відомий завдяки своєму щоденнику, в якому описує події війни, зокрема події на території України. Учасник Полтавської битви.

## Життєпис
Народився у 1682 року у містечку Арбога. З 1699 року він працював помічником юриста. 25 квітня 1702 року вступив на військову службу за контрактом, залишивши навчання в університеті. Він брав участь у битвах Великої Північної війни на узбережжі Балтійського моря. В 1708 році був у складі обозу Левенгаупта, і брав участь в битві під Лісною. Свій щоденник він почав вести у 1702 році, коли служив у Ліфляндії під командуванням генерала Левенгаупта. У квітні–червні 1709 року він перебував із своїм взводом в облогових траншеях поблизу Полтавської фортеці. Під час битви 27 червня 1709 року він потрапив у полон і пізніше був направлений до Сольвичегірська, розташованого біля витоків Північної Двіни. Звільнився лише у травні 1722 року.
Роберт Петре помер у 1725 році в Швеції. Його щоденник, був переданий до архіву. З часом його знайшов в архіві університету у м. Упсала, Август Квінерштедт